# Bemowo Piskie
Bemowo Piskie (niem. Schlagakrug, Karczmisko) – osada w Polsce położona w województwie warmińsko-mazurskim, w powiecie piskim, w gminie Biała Piska.
W latach 1975–1998 miejscowość administracyjnie należała do województwa suwalskiego.
Jest to typowe osiedle wojskowe (tzw. „zielony garnizon”) położone w odległości ok. 15 km od Białej Piskiej i ok. 13 km od Orzysza. Najbliższy przystanek kolejowy znajduje się w Drygałach oddalonych o 5 km.
W Bemowie Piskim stacjonuje Ośrodek Szkolenia Poligonowego Wojsk Lądowych, który zabezpiecza ćwiczenia różnych rodzajów wojsk na poligonie Orzysz.

## Historia
Początki miejscowości sięgają roku 1561, kiedy to przy ważnym dukcie komunikacyjnym karczmarz Andrzej Szlaga z krzyżackiego nadania założył karczmę. Wcześniej miejscowość znana pod nazwami: Szaga (Schlaga), Schlagakrug, Karczmisko, Karczmisko-Szlaga. Na widokówkach z okresu międzywojennego można też spotkać nazwę Arys-Süd.
W latach 1934–1937 podczas rozbudowy poligonu Orzysz w ówczesnym Szlagakrugu powstały koszary letnie. W 1939 roku poligon przemianowano na Obóz Ćwiczebny Orzysz, gdzie zgrupowano oddziały Wehrmachtu – m.in. XIX KPanc. W 1955 roku na wniosek płk. Czesława Czubryt-Borkowskiego, dowódcy 8 Dywizji Artylerii Przełamania, dnia 27 września 1955 zarządzeniem Prezesa Rady Ministrów Nr 293 zmieniono nadaną po II wojnie światowej nazwę miejscowości Karczmisko na Bemowo Piskie. W 1960 przeniesiono tu szkolną jednostkę obrony przeciwlotniczej – Ośrodek Szkolenia Specjalistów Artylerii. Z kolei od 1978 funkcjonowało tu Centrum Szkolenia Specjalistów WOPK. Od 1992 do rozformowania w czerwcu 1997 jako Centrum Szkolenia Specjalistów Wojsk Rakietowych.

## Sport
W miejscowości działał klub piłkarski Jurand Bemowo Piskie, który w sezonie 1966/1967 grał w ówczesnej III lidze (obecnie II liga).